# Federohr

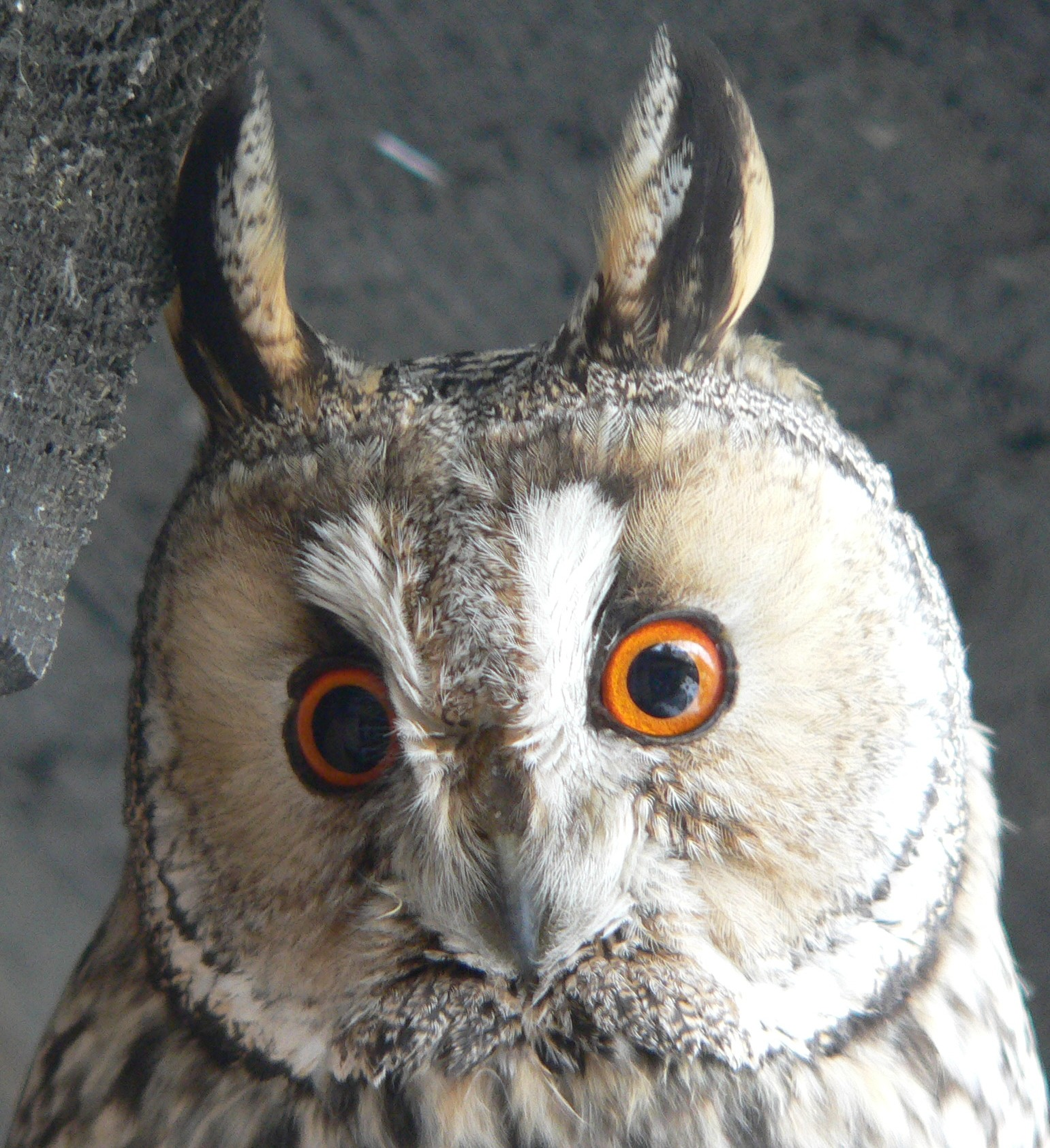
Nahaufnahme einer Waldohreule mit deutlich erkennbaren Federohren und Gesichtsschleier

Federohren sind auffallend verlängerte Kopffedern, die etwa die Hälfte der Eulenarten entwickelt hat. Sie bestehen aus vier bis acht Federn; mit dem Gehör haben sie nichts zu tun. Welche Funktion ihnen zukommt, ist nicht genau bekannt – während der Balz, in Aggressionssituationen und generell als Stimmungsanzeiger scheinen sie gemeinsam mit dem eulenspezifischen Gesichtsschleier aber eine Rolle zu spielen. Bekannte „Federohrenträger“ sind zum Beispiel die Waldohreule (Asio otus) oder der Uhu (Bubo bubo).
Auch Vertreter anderer Vogelgattungen haben Federohren ausgebildet, wie zum Beispiel einige Fasanenartige oder die bekannte Ohrenlerche (Eremophila alpestris), ein regelmäßiger Wintergast an Deutschlands Nordseeküste.